# Saison 2024-2025 de l'En avant Guingamp
Maillots
Chronologie
Saison précédente Saison suivante
La saison 2024-2025 de l'En avant de Guingamp, club de football français, voit le club évoluer en Ligue 2 pour la trente-quatrième fois de son histoire, après sa neuvième place obtenue lors de la saison 2023-2024.
L'équipe évolue pour la sixième saison consécutive en Ligue 2 depuis sa relégation à l'issue de la saison 2018-2019. Elle est dirigée par Sylvain Ripoll, ancien sélectionneur de l'équipe de France espoirs, arrivé en mai 2024 pour remplacer Stéphane Dumont. Elle se trouve aussi engagée en Coupe de France.
L'EAG partage cette saison le Stade de Roudourou avec le club du Stade brestois, qui y dispute ses rencontres de la phase de championnat de la Ligue des champions.

## Effectif

### Transferts

#### Mercato estival
| Nom                   | Nationalité | Poste             | Type de transfert | Provenance/Destination | Division              |
| --------------------- | ----------- | ----------------- | ----------------- | ---------------------- | --------------------- |
| Arrivées              |             |                   |                   |                        |                       |
| Rayan Ghrieb          | France      | Milieu de terrain | Transfert         | USL Dunkerque          | Ligue 2               |
| Amine Hemia           | France      | Milieu de terrain | Transfert         | FC Martigues           | National              |
| Brighton Labeau       | France      | Attaquant         | Transfert         | FC Lausanne Sport      | Super League          |
| Junior Armando Mendes | Espagne     | Attaquant         | Transfert libre   | AS Jeunesse Esch       | Division nationale    |
| Alpha Sissoko         | France      | Défenseur         | Transfert libre   | US Quevilly-Rouen      | Ligue 2               |
| Départs               |             |                   |                   |                        |                       |
| Maxime Barthelmé      | France      | Milieu de terrain | Départ libre      |                        |                       |
| Ayman Ben Mohamed     | Tunisie     | Défenseur         | Transfert libre   | ES Tunis               | Ligue I Pro           |
| Ugo Bonnet            | France      | Attaquant         | Transfert libre   | FK IMT Belgrade        | Super liga Srbije     |
| Hady Camara           | France      | Défenseur         | Transfert libre   | RAAL La Louvière       | Challenger Pro League |
| Amine El Ouazzani     | Maroc       | Attaquant         | Transfert         | SC Braga               | Liga Portugal         |
| Baptiste Guillaume    | Belgique    | Attaquant         | Transfert libre   | Almere City FC         | Eredivisie            |
| Jonathan Iglesias     | Uruguay     | Milieu de terrain | Départ libre      |                        |                       |
| Théo Le Normand       | France      | Milieu de terrain | Transfert libre   | FC Andorra             | Primera Federación    |
| Victor Lobry          | France      | Milieu de terrain | Départ libre      |                        |                       |
| Vincent Manceau       | France      | Défenseur         | Départ libre      | Olympique de Saumur FC | National 2            |
| Mehdi Merghem         | France      | Attaquant         | Transfert         | SC Farense             | Liga Portugal         |
| Baptiste Roux         | France      | Milieu de terrain | Transfert libre   | AVS Futebol SAD        | Liga Portugal         |
| Maxime Sivis          | France      | Défenseur         | Transfert libre   | FC Dinamo Bucarest     | SuperLiga             |

#### Mercato hivernal
| Nom              | Nationalité | Poste             | Type de transfert | Provenance/Destination | Division |
| ---------------- | ----------- | ----------------- | ----------------- | ---------------------- | -------- |
| Arrivées         |             |                   |                   |                        |          |
| Théo Le Bris     | France      | Milieu de terrain | Prêt              | FC Lorient             | Ligue 1  |
| Départs          |             |                   |                   |                        |          |
| Pierre Lemonnier | France      | Défenseur         | Transfert libre   | Red Star FC            | Ligue 2  |
| Rayan Touzghar   | Maroc       | Milieu de terrain | Prêt              | US Concarneau          | National |

### Effectif professionnel
Le tableau ci-dessous recense l'effectif professionnel de l'En avant de Guingamp pour la saison 2024-2025.

## Compétitions

### Championnat

#### Détail des rencontres

##### Août
| 1re journée                 | EA Guingamp | 4 – 0   | ES Troyes AC |                              |                              |
| Vendredi 16 août 2024 20h00 | ( Sissoko) Maronnier 19e · ( Labeau) Siwe 33e · ( Sissoko) Luvambo 80e · ( Sidibé) Luvambo 83e                                                                              | (2 – 0) | | Stade de Roudourou, Guingamp | Stade de Roudourou, Guingamp |
| Vendredi 16 août 2024 20h00 | | Rapport | 17e Diop · 45+1e Diaz · 63e Akpakoun · 69e Bruus · | Stade de Roudourou, Guingamp | Stade de Roudourou, Guingamp |
| Vendredi 16 août 2024 20h00 | Basilio – Maronnier, Lemonnier, Riou, Sissoko – Picard ( 89e Vallier), Louiserre, Sidibé ( 85e Guendouz), Sagna ( 84e Touzghar) – Labeau ( 78e Luvambo), Siwe ( 85e Godame) | Équipes | Boucher – Boura ( 60e Hamdi), Monfray, Diaz, Akpakoun ( 69e Kanté) – Traoré ( 61e Bruus), Diop, Chavalerin, M'Changama, Ripart – Assoumou ( 85e Fage) | Stade de Roudourou, Guingamp | Stade de Roudourou, Guingamp |

| 2e journée                  | Stade lavallois MFC | 0 – 1   | EA Guingamp |                                |                                |
| Vendredi 23 août 2024 20h00 | | (0 – 1) | 22e Siwe (Sissoko ) | Stade Francis-Le-Basser, Laval | Stade Francis-Le-Basser, Laval |
| Vendredi 23 août 2024 20h00 | Sanna 7e · Martins 90+3e | Rapport | 30e Hemia · 70e Naïr · | Stade Francis-Le-Basser, Laval | Stade Francis-Le-Basser, Laval |
| Vendredi 23 août 2024 20h00 | Samassa – Cherni ( 75e Kokolo), Kouassi, Tavares, Adilèhou ( 46e Zohi), Vargas ( 76e Gonçalves) – Sanna ( 86e Martins), Thomas, Roye ( 66e Sellouki) – Kadile, Tchokounté | Équipes | Basilio – Vallier, Naïr, Riou, Sissoko – Picard, Louiserre, Hemia ( 89e Guendouz), Sidibé, Sagna ( 73e Mendes) – Siwe ( 73e Luvambo) | Stade Francis-Le-Basser, Laval | Stade Francis-Le-Basser, Laval |

| 3e journée                  | EA Guingamp | 3 – 4   | Red Star FC |                              |                              |
| Vendredi 30 août 2024 20h00 | ( Sidibé) Hemia 23e · Hemia 45+1e · Labeau 78e | (2 – 2) | 3e Badji (Durand ) · 41e (pen.) Danger · 52e Badji (Ifnaoui ) · 60e Durand                                                                                               | Stade de Roudourou, Guingamp | Stade de Roudourou, Guingamp |
| Vendredi 30 août 2024 20h00 | | Rapport | 26e Kouagba · | Stade de Roudourou, Guingamp | Stade de Roudourou, Guingamp |
| Vendredi 30 août 2024 20h00 | Basilio – Vallier ( 69e Maronnier), Naïr, Riou, Sissoko – Picard ( 63e Labeau), Louiserre, Sidibé ( 63e Luvambo), Sagna ( 63e Mendes) – Hemia, Siwe | Équipes | Beunardeau – Kouagba, Mendy, Danger – Hachem ( 77e El Hriti), Renel, Dembi ( 87e Escartin), Doucouré ( 69e Durivaux) – Durand, Badji ( 69e Benali), Ifnaoui ( 87e Cisse) | Stade de Roudourou, Guingamp | Stade de Roudourou, Guingamp |

##### Septembre
| 4e journée                       | Rodez AF | 1 – 2   | EA Guingamp |                          |                          |
| Vendredi 13 septembre 2024 20h00 | ( Galves) Bentayeb 61e | (0 – 1) | 38e Siwe (Sissoko ) · 71e Hemia (Riou )                                                                                              | Stade Paul-Lignon, Rodez | Stade Paul-Lignon, Rodez |
| Vendredi 13 septembre 2024 20h00 | Pelon 21e · Mambo 50e | Rapport | | Stade Paul-Lignon, Rodez | Stade Paul-Lignon, Rodez |
| Vendredi 13 septembre 2024 20h00 | Mpasi – Abdallah ( 84e Chougrani), Pelon ( 84e Vandenabeele), Mambo, Quenabio, Galves ( 77e Verdier) – Mazou-Sacko ( 77e Bouchouari), Cadiou, Younoussa – Nkada, Bentayeb ( 67e Jean) | Équipes | Basilio – Maronnier, Riou, Gomis, Sissoko – Picard ( 84e Mendes), Louiserre, Sidibé, Sagna ( 68e Ghrieb) – Siwe ( 67e Labeau), Hemia | Stade Paul-Lignon, Rodez | Stade Paul-Lignon, Rodez |

| 5e journée                       | EA Guingamp | 2 – 2   | FC Annecy |                              |                              |
| Vendredi 20 septembre 2024 20h00 | Sidibé 22e · Hemia 80e | (1 – 1) | 4e Demoncy (Kouadio ) · 65e Drouhin (Demoncy ) | Stade de Roudourou, Guingamp | Stade de Roudourou, Guingamp |
| Vendredi 20 septembre 2024 20h00 | Sissoko 43e | Rapport | 36e Pajot · 45e Kashi · | Stade de Roudourou, Guingamp | Stade de Roudourou, Guingamp |
| Vendredi 20 septembre 2024 20h00 | Basilio – Maronnier ( 60e Vallier), Riou, Gomis, Sissoko ( 89e Naïr) – Picard ( 60e Ghrieb), Sidibé ( 76e Luvambo), Hemia, Louiserre, Sagna ( 60e Labeau) – Siwe | Équipes | Escales – Delphis, Soukouna, Drouhin, Kouadio ( 67e N'Sakala) – Billemaz ( 76e Dago), Kashi, Demoncy ( 89e Valmé), Pajot, Larose ( 76e Bermont) – Djoco ( 67e Lajugie) | Stade de Roudourou, Guingamp | Stade de Roudourou, Guingamp |

| 6e journée                    | Paris FC | 2 – 0   | EA Guingamp |                       |                       |
| Mardi 24 septembre 2024 20h30 | ( Gaudin) J. Lopez 10e · Kebbal 75e (pen.) | (1 – 0) | | Stade Charléty, Paris | Stade Charléty, Paris |
| Mardi 24 septembre 2024 20h30 | Tourraine 90+5e | Rapport | 50e Vallier · 84e Hemia · | Stade Charléty, Paris | Stade Charléty, Paris |
| Mardi 24 septembre 2024 20h30 | Nkambadio – Gaudin ( 82e Ollila), Kolodziejczak, Mbow, Tourraine – Camara, M. Lopez ( 82e Soumahoro), Doucet – J. Lopez ( 60e Gory), Kebbal, Dicko ( 71e Hamel) | Équipes | Basilio – Vallier, Naïr, Gomis, Sissoko ( 83e Maronnier) – Picard ( 59e Ghrieb), Louiserre ( 78e Riou), Sidibé ( 59e Luvambo), Sagna ( 46e Siwe) – Labeau, Hemia | Stade Charléty, Paris | Stade Charléty, Paris |

| 7e journée                    | EA Guingamp | 3 – 1   | SM Caen |                              |                              |
| Lundi 30 septembre 2024 20h45 | ( Ghrieb) Siwe 6e · ( Sidibé) Picard 67e · ( Siwe) Luvambo 78e                                                                                        | (1 – 0) | 51e Mendy (M'Vila ) | Stade de Roudourou, Guingamp | Stade de Roudourou, Guingamp |
| Lundi 30 septembre 2024 20h45 | Hemia 29e · Siwe 45+4e | Rapport | 33e Henry · 47e M'Vila · 54e Debohi · | Stade de Roudourou, Guingamp | Stade de Roudourou, Guingamp |
| Lundi 30 septembre 2024 20h45 | Basilio – Maronnier, Lemonnier, Sissoko – Picard, Hemia ( 64e Sidibé), Louiserre, Ghrieb ( 64e Sagna) – Labeau ( 75e Luvambo), Siwe ( 90+4e Guendouz) | Équipes | Mandrea – Lecœuche, Thomas, Traoré, Henry – Gomis ( 79e Coulibaly), M'Vila, Brahimi ( 72e Le Bihan), Debohi ( 61e Rajot), Kyeremeh ( 61e Lebreton) – Mendy | Stade de Roudourou, Guingamp | Stade de Roudourou, Guingamp |

##### Octobre
| 8e journée                  | Clermont Foot 63 | 4 – 1   | EA Guingamp |                                          |                                          |
| Samedi 5 octobre 2024 14h00 | Magnin 9e · ( Diédhiou) Diop 15e · ( Keita) Diédhiou 53e · ( Diédhiou) Diop 56e                                                                                                  | (2 – 0) | 88e Sagna (Sissoko ) | Stade Gabriel-Montpied, Clermont-Ferrand | Stade Gabriel-Montpied, Clermont-Ferrand |
| Samedi 5 octobre 2024 14h00 | Diallo 23e · Keita 25e · Diop 72e · Douane 90+5e | Rapport | 25e Sidibé · 39e Lemonnier · 67e Siwe · | Stade Gabriel-Montpied, Clermont-Ferrand | Stade Gabriel-Montpied, Clermont-Ferrand |
| Samedi 5 octobre 2024 14h00 | Guivarch – Diallo, Mwimba Isala, Ackra, Da Silva, Magnin – Baaloudj ( 77e Bassouamina), Keita ( 90+1e Konaté), Saivet ( 68e Gastien), Diop ( 77e Douane) – Diédhiou ( 68e Diaby) | Équipes | Basilio – Maronnier ( 74e Vallier), Naïr ( 63e Riou), Sissoko – Picard ( 70e Guendouz), Louiserre, Sidibé, Ghrieb ( 70e Sagna) – Labeau ( 63e Luvambo), Siwe | Stade Gabriel-Montpied, Clermont-Ferrand | Stade Gabriel-Montpied, Clermont-Ferrand |

| 9e journée                     | EA Guingamp | 0 – 1   | Pau FC |                              |                              |
| Vendredi 18 octobre 2024 20h00 | | (0 – 0) | 58e Boutaïb (Koudou ) | Stade de Roudourou, Guingamp | Stade de Roudourou, Guingamp |
| Vendredi 18 octobre 2024 20h00 | Maronnier 6e · Sidibé 86e | Rapport | 1e Beusnard · 40e Bobichon · 90+1e Koudou · | Stade de Roudourou, Guingamp | Stade de Roudourou, Guingamp |
| Vendredi 18 octobre 2024 20h00 | Basilio – Maronnier ( 71e Ourega), Lemonnier, Riou, Sissoko – Picard ( 75e Guendouz), Sidibé, Louiserre, Ghrieb ( 62e Sagna) – Luvambo ( 61e Labeau), Siwe | Équipes | Kamara – Boto ( 70e Kalulu), Ruiz, Ahoussou, Koudou – Mboup ( 82e Njoh), Beusnard ( 69e Kouassi), Mille, Bobichon, Arconte ( 82e Chahiri) – Boutaïb ( 71e Diawara) | Stade de Roudourou, Guingamp | Stade de Roudourou, Guingamp |

| 10e journée                    | FC Metz | 1 – 0   | EA Guingamp |                                             |                                             |
| Vendredi 25 octobre 2024 20h00 | ( Sabaly) Diallo 71e | (0 – 0) | | Stade Saint-Symphorien, Longeville-lès-Metz | Stade Saint-Symphorien, Longeville-lès-Metz |
| Vendredi 25 octobre 2024 20h00 | Rapport |         | | Stade Saint-Symphorien, Longeville-lès-Metz | Stade Saint-Symphorien, Longeville-lès-Metz |
| Vendredi 25 octobre 2024 20h00 | Oukidja – Udol, Traoré, S. Sané, Kouao ( 69e Colin) – Diallo ( 77e Bokele), Deminguet, Stambouli, Jallo ( 90+1e Asoro) – Hein, Sabaly ( 90+1e I. Sané) | Équipes | Basilio – Maronnier ( 84e Vallier), Lemonnier, Riou, Sissoko – Picard ( 76e Guendouz), Sidibé, Louiserre ( 84e Phiri), Ghrieb ( 76e Luvambo) – Labeau ( 76e Sagna), Hemia | Stade Saint-Symphorien, Longeville-lès-Metz | Stade Saint-Symphorien, Longeville-lès-Metz |

| 11e journée                 | EA Guingamp | 1 – 0   | AC Ajaccio |                              |                              |
| Mardi 29 octobre 2024 20h30 | ( Sissoko) Ghrieb 90+2e | (0 – 0) | | Stade de Roudourou, Guingamp | Stade de Roudourou, Guingamp |
| Mardi 29 octobre 2024 20h30 | Sissoko 40e | Rapport | 23e Santelli · | Stade de Roudourou, Guingamp | Stade de Roudourou, Guingamp |
| Mardi 29 octobre 2024 20h30 | Basilio – Vallier, Lemonnier, Naïr, Sissoko – Picard, Sidibé ( 71e Luvambo), Louiserre ( 76e Phiri), Sagna ( 61e Ghrieb) – Labeau ( 71e Siwe), Hemia | Équipes | Sollacaro – Huard, Bamba, Ayessa, Youssouf – Soumano, Mangani, Jabol-Folcarelli, Touré ( 60e Anziani) – Barreto ( 70e Strata), Santelli ( 69e Ibayi) | Stade de Roudourou, Guingamp | Stade de Roudourou, Guingamp |

##### Novembre
| 12e journée                  | EA Guingamp | 3 – 0   | Grenoble Foot 38 |                              |                              |
| Samedi 2 novembre 2024 20h00 | Labeau 1re · Siwe 57e · Sagna 67e | (1 – 0) | | Stade de Roudourou, Guingamp | Stade de Roudourou, Guingamp |
| Samedi 2 novembre 2024 20h00 | Sidibé 73e | Rapport | 3e Mbemba · 60e Paquiez · 74e Touray · | Stade de Roudourou, Guingamp | Stade de Roudourou, Guingamp |
| Samedi 2 novembre 2024 20h00 | Basilio – Vallier, Riou, Lemonnier, Sissoko – Picard, Sidibé ( 73e Phiri), Louiserre ( 77e Luvambo), Sagna – Labeau ( 56e Siwe), Hemia | Équipes | Diop – Mendy ( 61e Delos), Diarra, Mouyokolo – Kerouedan ( 60e Jabbari), Mbemba ( 72e Touray), Olaitan ( 82e Bangré), Benet, Paquiez – Ba, Joseph ( 73e Rigo) | Stade de Roudourou, Guingamp | Stade de Roudourou, Guingamp |

| 13e journée                  | FC Lorient | 3 – 1   | EA Guingamp |                               |                               |
| Samedi 9 novembre 2024 14h00 | ( Tosin) Katséris 8e · Basilio 42e (csc) · Soumano 68e (pen.)                                                                                            | (2 – 0) | 57e (pen.) Louiserre | Stade Yves Allainmat, Lorient | Stade Yves Allainmat, Lorient |
| Samedi 9 novembre 2024 14h00 | Rapport |         | | Stade Yves Allainmat, Lorient | Stade Yves Allainmat, Lorient |
| Samedi 9 novembre 2024 14h00 | Mvogo – Yongwa, Silva, Abergel, F. Mendy, Talbi – Ponceau, Pagis ( 70e Makengo), Avom Ebong ( 83e Le Bris), Katséris ( 64e Mvuka) – Tosin ( 64e Soumano) | Équipes | Basilio – Vallier, Riou, Lemonnier ( 54e Naïr), Sissoko – Picard ( 79e Mendes), Louiserre ( 79e Phiri), Hemia, Sidibé ( 69e Luvambo), Sagna ( 54e Ghrieb) – Siwe | Stade Yves Allainmat, Lorient | Stade Yves Allainmat, Lorient |

| 14e journée                     | EA Guingamp | 3 – 0   | Amiens SC |                              |                              |
| Vendredi 22 novembre 2024 20h00 | ( Sissoko) Siwe 13e · Hemia 37e · ( Picard) Siwe 64e                                                                                                 | (2 – 0) | | Stade de Roudourou, Guingamp | Stade de Roudourou, Guingamp |
| Vendredi 22 novembre 2024 20h00 | Naïr 48e | Rapport | 30e Kaïboué · 82e Gene · 85e Jaouab · | Stade de Roudourou, Guingamp | Stade de Roudourou, Guingamp |
| Vendredi 22 novembre 2024 20h00 | Basilio – Vallier ( 84e Maronnier), Naïr, Riou, Sissoko – Picard, Sidibé, Louiserre, Sagna ( 51e Demouchy) – Siwe ( 72e Labeau), Hemia ( 85e Ghrieb) | Équipes | Gurtner – Vita ( 66e Ikia Dimi), Urhoghide ( 74e Jaouab), M. Fofana, Corchia – Leautey, Kaïboué ( 74e Kouassi), Boya ( 66e Dao), Gene, Kandil – Mafouta | Stade de Roudourou, Guingamp | Stade de Roudourou, Guingamp |

##### Décembre
| 15e journée                    | FC Martigues | 0 – 1   | EA Guingamp |                              |                              |
| Vendredi 6 décembre 2024 20h00 | | (0 – 0) | 88e Labeau | Stade Jean-Laville, Gueugnon | Stade Jean-Laville, Gueugnon |
| Vendredi 6 décembre 2024 20h00 | Djaha 67e · Marillat 69e · Solvet 89e | Rapport | 72e Guendouz · | Stade Jean-Laville, Gueugnon | Stade Jean-Laville, Gueugnon |
| Vendredi 6 décembre 2024 20h00 | Marillat – Amraoui, Falette, Kembolo-Luyeye ( 81e Bamba), Solbet, Djaha – Ipiélé, Siby ( 90e Belloumou), Robin, Tlili – Mendy ( 90e Ouotro) | Équipes | Basilio – Vallier ( 16e Maronnier), Naïr, Riou, Sissoko – Picard, Louiserre, Sidibé, Ghrieb ( 68e Guendouz) – Siwe ( 68e Labeau), Hemia ( 81e Luvambo) | Stade Jean-Laville, Gueugnon | Stade Jean-Laville, Gueugnon |

| 16e journée                     | SC Bastia | 3 – 1   | EA Guingamp |                              |                              |
| Vendredi 13 décembre 2024 20h00 | ( Ariss) Tomi 50e · Cissé 72e (pen.) · ( Ariss) Maggiotti 86e | (0 – 1) | 32e Siwe | Stade Armand-Cesari, Furiani | Stade Armand-Cesari, Furiani |
| Vendredi 13 décembre 2024 20h00 | Meynadier 18e · Guidi 63e | Rapport | 39e Hemia · 54e Sissoko · 57e Sidibé · 90+3e Luvambo ·                                                                                                  | Stade Armand-Cesari, Furiani | Stade Armand-Cesari, Furiani |
| Vendredi 13 décembre 2024 20h00 | Placide – Bohnert, Guidi, Akueson, Meynadier ( 46e Ariss) – Cissé, Oulaï ( 73e Maggiotti), Vincent ( 79e Roncaglia), Ducrocq, Tomi ( 73e Tramoni) – Rodrigues ( 46e Boutrah) | Équipes | Basilio – Maronnier, Naïr, Riou, Sissoko – Picard, Louiserre ( 79e Touzghar), Sidibé, Ghrieb ( 64e Guendouz) – Siwe ( 79e Luvambo), Hemia ( 73e Labeau) | Stade Armand-Cesari, Furiani | Stade Armand-Cesari, Furiani |

##### Janvier
| 17e journée                 | EA Guingamp | 1 – 1   | USL Dunkerque |                              |                              |
| Samedi 4 janvier 2025 14h00 | ( Sidibé) Ghrieb 59e | (0 – 0) | 56e Bardeli (Bammou ) | Stade de Roudourou, Guingamp | Stade de Roudourou, Guingamp |
| Samedi 4 janvier 2025 14h00 | Louiserre 90+6e | Rapport | 36e Raghouber · 46e Courtet · 90+4e Bammou ·                                                                                                   | Stade de Roudourou, Guingamp | Stade de Roudourou, Guingamp |
| Samedi 4 janvier 2025 14h00 | Basilio – Maronnier, Lemonnier, Riou, Sissoko – Picard ( 73e Luvambo), Louiserre, Sidibé ( 82e Phiri), Ghrieb ( 82e Guendouz) – Siwe ( 73e Labeau), Hemia | Équipes | Ortolá Vañó – Abner, Sasso, Raghouber, Sanganté, Georgen – Tejan ( 74e Essimi), Bardeli, Skyttä ( 82e Rivera), Bammou – Courtet ( 81e Sekongo) | Stade de Roudourou, Guingamp | Stade de Roudourou, Guingamp |

| 18e journée                    | FC Annecy | 1 – 4   | EA Guingamp |                                  |                                  |
| Vendredi 10 janvier 2025 20h00 | ( Larose) Tiendrébéogo 60e | (0 – 1) | 8e Ghrieb (Siwe ) · 47e Siwe (Picard ) · 83e Mendes (Picard ) · 90+1e Hemia (Picard )                                                                             | Parc des Sports d'Annecy, Annecy | Parc des Sports d'Annecy, Annecy |
| Vendredi 10 janvier 2025 20h00 | Drouhin 29e · Kashi 32e · Demoncy 44e · Dago 67e | Rapport | 22e Sissoko · | Parc des Sports d'Annecy, Annecy | Parc des Sports d'Annecy, Annecy |
| Vendredi 10 janvier 2025 20h00 | Escales – Nsakala, Drouhin, Kouadio, Delphis ( 80e Soukouna) – Bermont ( 53e Larose), Kashi, Demoncy ( 87e Jusseron-Veniere), Pajot, Cissé ( 53e Tiendrébéogo) – Djoco ( 53e Dago) | Équipes | Basilio – Maronnier, Naïr, Gomis, Sissoko – Picard, Phiri ( 65e Louiserre), Sidibé ( 90+7e Riou), Ghrieb ( 75e Mendes) – Luvambo ( 65e Hemia), Siwe ( 75e Labeau) | Parc des Sports d'Annecy, Annecy | Parc des Sports d'Annecy, Annecy |

| 19e journée              | EA Guingamp | 3 – 0   | Rodez AF |                              |                              |
| Vendredi 17 janvier 2025 | ( Labeau) Hemia 5e · ( Guendouz) Labeau 71e · ( Mendes) Luvambo 90+5e                                                                                      | (1 – 0) | | Stade de Roudourou, Guingamp | Stade de Roudourou, Guingamp |
| Vendredi 17 janvier 2025 | Luvambo 90e | Rapport | 90e Taïbi · | Stade de Roudourou, Guingamp | Stade de Roudourou, Guingamp |
| Vendredi 17 janvier 2025 | Basilio – Ourega, Naïr, Gomis, Maronnier – Picard, Sidibé, Louiserre ( 76e Phiri), Guendouz ( 85e Mendes) – Labeau ( 76e Luvambo), Hemia ( 90+4e Touzghar) | Équipes | Mpasi – Abdallah, Mambo, Cissokho ( 90+2e Bentayeb), Laurent, Galves ( 75e Bouchouari) – Taïbi, Cadiou, Younoussa ( 83e Mazou-Sacko) – Nkada ( 90+2e Corredor), Baldé ( 75e Verdier) | Stade de Roudourou, Guingamp | Stade de Roudourou, Guingamp |

| 20e journée                    | SM Caen | 0 – 1   | EA Guingamp |                             |                             |
| Vendredi 24 janvier 2025 20h00 | | (0 – 1) | 44e Labeau | Stade Michel-d'Ornano, Caen | Stade Michel-d'Ornano, Caen |
| Vendredi 24 janvier 2025 20h00 | Clementia 30e · Lecœuche 75e | Rapport | 45+4e Guendouz · 83e Touzghar · | Stade Michel-d'Ornano, Caen | Stade Michel-d'Ornano, Caen |
| Vendredi 24 janvier 2025 20h00 | Mandrea – Lecœuche, Traoré, Moucketou-Moussounda, Sy – Najim ( 74e Kyeremeh), Lebreton ( 80e Rajot), Le Bihan ( 68e Gomis), Debohi, Brahimi – Mendy | Équipes | Basilio – Ourega, Naïr, Gomis, Riou – Picard, Louiserre, Sidibé, Guendouz ( 56e Mendes) – Luvambo ( 73e Touzghar), Labeau ( 88e Godame) | Stade Michel-d'Ornano, Caen | Stade Michel-d'Ornano, Caen |

##### Février
| 21e journée             | EA Guingamp | 0 – 1   | Paris FC |                              |                              |
| Samedi 1er février 2025 | | (0 – 1) | 36e Mbow (Krasso ) | Stade de Roudourou, Guingamp | Stade de Roudourou, Guingamp |
| Samedi 1er février 2025 | Luvambo 70e | Rapport | 47e Gory · 63e J. Lopez · 66e De Smet · 90+7e Kolodziejczak · | Stade de Roudourou, Guingamp | Stade de Roudourou, Guingamp |
| Samedi 1er février 2025 | Basilio – Ourega, Naïr, Gomis, Riou – Picard, Sidibé, Louiserre ( 84e Phiri), Guendouz ( 75e Ghrieb) – Labeau ( 85e Godame), Luvambo ( 75e Mendes) | Équipes | Nkambadio – De Smet, Kolodziejczak, Mbow, Tourraine – J. Lopez ( 78e Doucet), M. Lopez, Krasso, Marchetti ( 78e Camara), Gory ( 86e Chergui) – Dicko ( 65e Kebbal) | Stade de Roudourou, Guingamp | Stade de Roudourou, Guingamp |

| 22e journée           | AC Ajaccio | 0 – 3   | EA Guingamp |                               |                               |
| Samedi 8 février 2025 | | (0 – 1) | 14e Le Bris · 41e Le Bris · 56e Labeau (Hemia ) | Stade Michel-Moretti, Ajaccio | Stade Michel-Moretti, Ajaccio |
| Samedi 8 février 2025 | Jabol-Folcarelli 47e | Rapport | 70e Luvambo · | Stade Michel-Moretti, Ajaccio | Stade Michel-Moretti, Ajaccio |
| Samedi 8 février 2025 | Sollacaro – Kouassi, Huard ( 60e Santelli), Vidal, Bamba, Strata – Barreto ( 69e Chegra), Jabol-Folcarelli ( 84e Mangani), Anziani ( 60e Everson Jr) – Soumano, Kanté | Équipes | Basilio – Ourega ( 72e Ghrieb), Naïr, Gomis, Sissoko – Picard ( 77e Guendouz), Sidibé ( 72e Riou), Louiserre, Le Bris – Labeau ( 57e Luvambo), Hemia ( 73e Phiri) | Stade Michel-Moretti, Ajaccio | Stade Michel-Moretti, Ajaccio |

| 23e journée            | EA Guingamp | 0 – 3   | FC Metz |                                                   |                                                   |
| Samedi 15 février 2025 | | (0 – 1) | 28e (pen.) Hein · 87e Gueye · 90+3e Udol (Kouao )                                                                                       | Stade de Roudourou, Guingamp Spectateurs : 13 024 | Stade de Roudourou, Guingamp Spectateurs : 13 024 |
| Samedi 15 février 2025 | Naïr 27e | Rapport | 63e Kouao · | Stade de Roudourou, Guingamp Spectateurs : 13 024 | Stade de Roudourou, Guingamp Spectateurs : 13 024 |
| Samedi 15 février 2025 | Basilio – Ourega, Naïr, Gomis ( 76e Mendes), Sissoko – Picard ( 82e Guendouz), Sidibé ( 75e Riou), Louiserre ( 75e Phiri), Le Bris ( 66e Ghrieb) – Labeau, Hemia | Équipes | Bodart – Udol, Mboula, S. Sané, Kouao – Diallo ( 81e Bokele), Deminguet, Stambouli, Hein ( 90+2e I. Sané) – Sabaly ( 81e Jallow), Gueye | Stade de Roudourou, Guingamp Spectateurs : 13 024 | Stade de Roudourou, Guingamp Spectateurs : 13 024 |

| 24e journée              | Grenoble Foot 38 | 1 – 1   | EA Guingamp |                           |                           |
| Vendredi 21 février 2025 | ( Diaby) Benet 33e | (1 – 0) | 48e Hemia (Picard ) | Stade des Alpes, Grenoble | Stade des Alpes, Grenoble |
| Vendredi 21 février 2025 | Paquiez 63e | Rapport | 72e Louiserre · | Stade des Alpes, Grenoble | Stade des Alpes, Grenoble |
| Vendredi 21 février 2025 | Diop – Ychaptchet, Mouyokolo, Paquiez – Xantippe, Rigo ( 77e Touray), Benet, Valls ( 90+4e Sylvestre), Delos – Diaby ( 70e Jabbari), Olaitan ( 70e Kerouedan) | Équipes | Basilio – Vallier ( 60e Ourega), Naïr, Gomis, Sissoko – Picard, Louiserre, Phiri ( 60e Luvambo), Ghrieb ( 78e Mendes) – Hemia, Labeau ( 60e Siwe) | Stade des Alpes, Grenoble | Stade des Alpes, Grenoble |

##### Mars
| 25e journée          | Red Star FC | 3 – 1   | EA Guingamp |                                   |                                   |
| Samedi 1er mars 2025 | ( Renel) Kouagba 42e · Cissé 88e · Cissé 90+3e | (1 – 1) | 16e Mendes (Labeau ) | Stade Bauer, Saint-Ouen-sur-Seine | Stade Bauer, Saint-Ouen-sur-Seine |
| Samedi 1er mars 2025 | Mbock 82e · Badji 86e | Rapport | 90+1e Siwe · | Stade Bauer, Saint-Ouen-sur-Seine | Stade Bauer, Saint-Ouen-sur-Seine |
| Samedi 1er mars 2025 | Risser – Kouagba, Lemonnier, Durivaux – Hachem, Mbock, Renel ( 89e Escartin), F. Doucouré – Durand ( 72e Cissé), Benali ( 73e Badji), Ifnaoui ( 89e Fall) | Équipes | Basilio – Ourega, Naïr, Louiserre, Gomis, Maronnier – Mendes ( 69e Sagna), Phiri ( 58e Hemia), Sidibé, Ghrieb ( 58e Picard) – Labeau ( 58e Siwe) | Stade Bauer, Saint-Ouen-sur-Seine | Stade Bauer, Saint-Ouen-sur-Seine |

| 26e journée          | EA Guingamp | 3 – 1   | Clermont Foot 63 |                              |                              |
| Vendredi 7 mars 2025 | ( Labeau) Siwe 65e · ( Sissoko) Naïr 88e · Ghrieb 90+2e (pen.)                                                                                                  | (0 – 1) | 17e Bassouamina (Douane ) | Stade de Roudourou, Guingamp | Stade de Roudourou, Guingamp |
| Vendredi 7 mars 2025 | Gomis 71e · Ghrieb 81e | Rapport | 24e Ackra · 48e Diallo · 53e Diagouraga · 90+1e Isala · | Stade de Roudourou, Guingamp | Stade de Roudourou, Guingamp |
| Vendredi 7 mars 2025 | Basilio – Vallier, Naïr, Gomis, Sissoko – Le Bris ( 63e Ghrieb), Louiserre ( 77e Phiri), Sidibé, Picard ( 63e Mendes) – Siwe ( 90+6e Riou), Hemia ( 63e Labeau) | Équipes | Guivarch – Diallo, Salmier, Diagouraga, Koré, Konaté ( 72e Isala) – Douane ( 82e Armougom), Saivet ( 72e Diédhiou), Ackra ( 82e Inchaud), Keïta – Bassouamina ( 74e Baaloudj) | Stade de Roudourou, Guingamp | Stade de Roudourou, Guingamp |

| 27e journée           | ES Troyes AC | 0 – 1   | EA Guingamp |                         |                         |
| Vendredi 14 mars 2025 | | (0 – 0) | 53e Labeau | Stade de l'Aube, Troyes | Stade de l'Aube, Troyes |
| Vendredi 14 mars 2025 | Saïd 44e · El Idrissy 90+6e | Rapport | | Stade de l'Aube, Troyes | Stade de l'Aube, Troyes |
| Vendredi 14 mars 2025 | Lemaître – Gozzi, Diaz, Monfray, Phliponeau, Mendes ( 84e Ba) – Saïd ( 84e Baldé), M'Changama ( 75e Chavalerin), Diop ( 75e Assoumou), Irié – De Préville ( 62e El Idrissy) | Équipes | Basilio – Ourega, Naïr, Gomis, Sissoko – Le Bris ( 77e Sagna), Louiserre, Sidibé, Ghrieb ( 65e Picard) – Labeau ( 65e Hemia), Siwe ( 77e Mendes) | Stade de l'Aube, Troyes | Stade de l'Aube, Troyes |

| 28e journée         | EA Guingamp | 2 – 0   | Stade lavallois MFC |                              |                              |
| Samedi 29 mars 2025 | ( Sidibé) Hemia 13e · ( Hemia) Picard 30e | (2 – 0) | | Stade de Roudourou, Guingamp | Stade de Roudourou, Guingamp |
| Samedi 29 mars 2025 | | Rapport | 32e Tchokounté · 70e, 72e Kouassi · 90e Adilèhou · | Stade de Roudourou, Guingamp | Stade de Roudourou, Guingamp |
| Samedi 29 mars 2025 | Basilio – Vallier, Naïr, Gomis, Sissoko ( 46e Maronnier) – Picard, Louiserre ( 88e Riou), Sidibé, Le Bris ( 75e Ghrieb) – Siwe ( 76e Sagna), Hemia ( 85e Guendouz) | Équipes | Samassa – Kokolo, Pellenard ( 82e Badey), Adilèhou, Kouassi, Vargas – Zohi ( 60e Thomas), Montet, Adéoti ( 75e Cherni), Sellouki ( 60e Camara) – Tchokounté ( 82e Tell) | Stade de Roudourou, Guingamp | Stade de Roudourou, Guingamp |

##### Avril
| 29e journée        | USL Dunkerque | 3 – 1   | EA Guingamp |                                |                                |
| Lundi 7 avril 2025 | ( Abner) Yassine 69e · Ba 82e · ( Ba) Essimi 90+7e | (0 – 0) | 90+6e (csc) Bammou | Stade Marcel-Tribut, Dunkerque | Stade Marcel-Tribut, Dunkerque |
| Lundi 7 avril 2025 | Georgen 41e · Abner 90+8e | Rapport | 14e Le Bris · 51e Vallier · 75e Gomis · | Stade Marcel-Tribut, Dunkerque | Stade Marcel-Tribut, Dunkerque |
| Lundi 7 avril 2025 | Jaouen – Abner, Fernandez, Queirós ( 81e Pitu), Sanganté, Georgen – Yassine ( 81e Bammou), Bardeli, Skyttä, Al-Saad ( 64e Ba) – Courtet ( 89e Essimi) | Équipes | Basilio – Vallier, Naïr, Gomis, Maronnier – Picard ( 75e Guendouz), Sidibé, Louiserre ( 82e Luvambo), Le Bris ( 75e Sagna) – Siwe ( 82e Riou), Hemia ( 47e Ghrieb) | Stade Marcel-Tribut, Dunkerque | Stade Marcel-Tribut, Dunkerque |

| 30e journée          | EA Guingamp | 1 – 2   | FC Lorient |                              |                              |
| Samedi 12 avril 2025 | ( Vallier) Ghrieb 54e | (0 – 0) | 60e Kroupi (Yongwa ) · 62e Kroupi (Tosin ) | Stade de Roudourou, Guingamp | Stade de Roudourou, Guingamp |
| Samedi 12 avril 2025 | Louiserre 72e · Sidibé 87e | Rapport | 19e Pagis · 90+3e Ponceau · 90+4e Silva · | Stade de Roudourou, Guingamp | Stade de Roudourou, Guingamp |
| Samedi 12 avril 2025 | Basilio – Vallier, Riou, Demouchy, Maronnier – Sagna ( 66e Mendes), Louiserre, Sidibé ( 72e Phiri), Ghrieb ( 66e Guendouz) – Picard ( 77e Luvambo), Siwe | Équipes | Mvogo – Yongwa, Talbi, Laporte, Silva – Pagis ( 56e Ponceau), Abergel, Avom, Mvuka ( 56e Fadiga 64e James) – Bamba ( 56e Tosin), Kroupi ( 82e Kalulu) | Stade de Roudourou, Guingamp | Stade de Roudourou, Guingamp |

| 31e journée            | Amiens SC | 3 – 2   | EA Guingamp |                                          |                                          |
| Vendredi 18 avril 2025 | Mbaye 8e · Leautey 36e (pen.) · ( Aït Boudlal) Bakayoko 74e                                                            | (2 – 1) | 21e Ghrieb (Picard ) · 52e (pen.) Siwe | Stade Crédit Agricole La Licorne, Amiens | Stade Crédit Agricole La Licorne, Amiens |
| Vendredi 18 avril 2025 | Fofana 51e | Rapport | 36e Phiri · | Stade Crédit Agricole La Licorne, Amiens | Stade Crédit Agricole La Licorne, Amiens |
| Vendredi 18 avril 2025 | Gurtner – Vita, Jaouab, Aït Boudlal, Chabane ( 70e Bakayoko) – Leautey, Fofana, Monconduit, Lutin ( 70e Rafii) – Mbaye | Équipes | Basilio – Vallier, Naïr, Riou ( 46e Demouchy), Sissoko – Picard ( 75e Guendouz), Phiri ( 82e Ahile), Louiserre, Ghrieb ( 75e Luvambo) – Siwe ( 75e Labeau), Le Bris | Stade Crédit Agricole La Licorne, Amiens | Stade Crédit Agricole La Licorne, Amiens |

| 32e journée            | EA Guingamp | 2 – 1   | FC Martigues |                              |                              |
| Vendredi 25 avril 2025 | ( Vallier) Labeau 38e · ( Picard) Ghrieb 47e | (1 – 0) | 56e Mendy (Solvet ) | Stade de Roudourou, Guingamp | Stade de Roudourou, Guingamp |
| Vendredi 25 avril 2025 | Guendouz 88e | Rapport | 64e Solvet · 75e Falette · | Stade de Roudourou, Guingamp | Stade de Roudourou, Guingamp |
| Vendredi 25 avril 2025 | Basilio – Vallier ( 80e Demouchy), Naïr, Gomis, Sissoko – Picard, Phiri ( 80e Ahile), Le Bris, Ghrieb ( 66e Sagna) – Labeau ( 66e Riou), Siwe ( 80e Luvambo) | Équipes | Etile – Saintini, Falette, Belloumou, Solvet, Hadjem ( 73e Montiel) – Mendy, Robin ( 73e Kembolo-Luyeye), Siby ( 57e Orinel), Ipiélé ( 46e Amraoui) – Moussiti-Oko ( 57e Tlili) | Stade de Roudourou, Guingamp | Stade de Roudourou, Guingamp |

##### Mai
| 33e journée         | EA Guingamp | 2 – 2   | SC Bastia |                              |                              |
| Vendredi 2 mai 2025 | ( Le Bris) Ghrieb 27e · ( Guendouz) Gomis 83e | (1 – 1) | 40e Tomi · 53e Cissé | Stade de Roudourou, Guingamp | Stade de Roudourou, Guingamp |
| Vendredi 2 mai 2025 | Louiserre 16e · Naïr 54e | Rapport | 2e Sebas · 10e Ariss · 29e Oulaï · 81e Blé · 90e Bohnert ·                                                                                            | Stade de Roudourou, Guingamp | Stade de Roudourou, Guingamp |
| Vendredi 2 mai 2025 | Basilio – Vallier, Naïr, Gomis, Sissoko – Picard, Le Bris ( 73e Guendouz), Louiserre, Ghrieb ( 63e Sidibé) – Siwe ( 73e Luvambo), Labeau ( 63e Hemia) | Équipes | Placide – Ariss, Roncaglia, Guidi, Bohnert – Sebas ( 71e Blé), Oulaï ( 85e Meynadier), Boutrah, Ducrocq, Tomi ( 75e Vincent) – Cissé ( 85e Boumaaoui) | Stade de Roudourou, Guingamp | Stade de Roudourou, Guingamp |

| 34e journée        | Pau FC | 1 – 3   | EA Guingamp |                  |                  |
| Samedi 10 mai 2025 | ( Koudou) Mille 43e | (1 – 1) | 40e Ghrieb · 56e Picard (Ghrieb ) · 81e Sagna (Picard ) | Nouste Camp, Pau | Nouste Camp, Pau |
| Samedi 10 mai 2025 | Mboup 17e, 53e · Kamara 53e | Rapport | 66e Sidibé · 85e Picard · | Nouste Camp, Pau | Nouste Camp, Pau |
| Samedi 10 mai 2025 | Kamara – Obiang ( 78e Kalulu), Ruiz, Kouassi ( 69e Meddah), Gaspar – Mboup, Beusnard ( 78e Chahiri), Ngom ( 86e Gomes), Koudou – Boutaïb ( 69e Arconte), Mille | Équipes | Basilio – Vallier, Naïr, Gomis, Sissoko – Picard, Sidibé ( 68e Riou), Louiserre ( 82e Luvambo), Ghrieb ( 77e Guendouz) – Siwe ( 77e Sagna), Hemia ( 68e Le Bris) | Nouste Camp, Pau | Nouste Camp, Pau |

#### Classement
| Rang | Équipe          | Pts | J  | G  | N  | P  | Bp | Bc | Diff | Promotion ou relégation                 |
| ---- | --------------- | --- | -- | -- | -- | -- | -- | -- | ---- | --------------------------------------- |
| 3    | FC Metz R       | 65  | 34 | 18 | 11 | 5  | 64 | 34 | +30  | Participation aux barrages de promotion |
| 4    | USL Dunkerque   | 56  | 34 | 17 | 5  | 12 | 47 | 40 | +7   | Participation aux barrages de promotion |
| 5    | EA Guingamp     | 55  | 34 | 17 | 4  | 13 | 57 | 45 | +12  | Participation aux barrages de promotion |
| 6    | FC Annecy       | 51  | 34 | 14 | 9  | 11 | 42 | 43 | −1   |                                         |
| 7    | Stade lavallois | 50  | 34 | 14 | 8  | 12 | 44 | 38 | +6   |                                         |

Évolution du classement en fonction des résultats
| Journée     | 1  | 2  | 3  | 4  | 5  | 6  | 7  | 8  | 9  | 10 | 11 | 12 | 13 | 14 | 15  | 16  | 17  | 18  | 19  | 20  | 21  | 22  | 23  | 24  | 25  | 26  | 27  | 28  | 29  | 30  | 31  | 32  | 33  | 34  | J. lea. | J. pro. | J. bar. | J. rel. |
| ----------- | -- | -- | -- | -- | -- | -- | -- | -- | -- | -- | -- | -- | -- | -- | --- | --- | --- | --- | --- | --- | --- | --- | --- | --- | --- | --- | --- | --- | --- | --- | --- | --- | --- | --- | ------- | ------- | ------- | ------- |
| Rang        | 1  | 1  | 3  | 1  | 2  | 7  | 3  | 7  | 11 | 11 | 8  | 6  | 7  | 6  | 6   | 7   | 7   | 7   | 6   | 5   | 5   | 5   | 6   | 5   | 5   | 5   | 5   | 4   | 5   | 5   | 5   | 5   | 5   | 5   | 3       | 4       | 17      | 0       |
| Résultat    | V  | V  | D  | V  | N  | D  | V  | D  | D  | D  | V  | V  | D  | V  | V   | D   | N   | V   | V   | V   | D   | V   | D   | N   | D   | V   | V   | V   | D   | D   | D   | V   | N   | V   | —       | —       | —       | —       |
| Écart (pts) | +0 | +2 | +0 | +1 | +1 | -1 | +1 | -2 | -2 | -5 | -3 | -2 | -3 | -1 | -1  | -2  | -4  | -1  | -1  | +2  | +1  | +2  | -1  | +0  | +0  | +2  | +2  | +5  | +5  | +4  | +2  | +2  | +2  | +4  | —       | —       | —       | —       |
| Écart (pts) | +3 | +6 | +6 | +8 | +7 | +7 | +9 | +8 | +8 | +5 | +6 | +8 | +5 | +8 | +10 | +10 | +11 | +14 | +17 | +20 | +17 | +20 | +20 | +17 | +14 | +18 | +20 | +21 | +21 | +20 | +19 | +22 | +20 | +22 | —       | —       | —       | —       |

#### Barrages Ligue 1/Ligue 2
Grâce à sa cinquième place en championnat, l'En Avant Guingamp est qualifié pour le premier tour des barrages d'accession en Ligue 1, face au quatrième.
|  | Barrages de Ligue 2 - Match 1 | Barrages de Ligue 2 - Match 1 | Barrages de Ligue 2 - Match 1 | Barrages de Ligue 2 - Match 1 |   |   | Barrages de Ligue 2 - Match 2 | Barrages de Ligue 2 - Match 2 | Barrages de Ligue 2 - Match 2 | Barrages de Ligue 2 - Match 2 |  |  | Barrages Ligue 1 | Barrages Ligue 1 | Barrages Ligue 1 | Barrages Ligue 1 |
|  |                               |                               |                               |                               |   |   |                               |                               |                               |                               |  |  |                  |                  |                  |                  |
|  |                               |                               |                               |                               |   |   |                               |                               |                               |                               |  |  |                  |                  |                  |                  |
|  |                               |                               |                               |                               |   |   |                               |                               |                               |                               |  |  |                  |                  |                  |                  |
|  |                               |                               |                               |                               |   |   |                               |                               |                               |                               |  |  |                  |                  |                  |                  |
|  |                               |                               |                               |                               |   |   |                               |                               |                               |                               |  |  |                  |                  |                  |                  |
|  |                               |                               |                               |                               |   |   |                               |                               |                               |                               |  |  |                  |                  |                  |                  |
|  |                               |                               |                               |                               |   |   |                               |                               |                               |                               |  |  |                  |                  |                  |                  |
|  |                               |                               |                               |                               |   |   |                               |                               |                               |                               |  |  |                  |                  |                  |                  |
|  |                               |                               |                               |                               |   |   |                               |                               |                               |                               |  |  |                  |                  |                  |                  |
|  |                               |                               |                               |                               |   |   |                               |                               |                               |                               |  |  |                  |                  |                  |                  |
|  |                               |                               |                               |                               |   |   |                               |                               |                               |                               |  |  |                  |                  |                  |                  |
|  |                               |                               |                               |                               |   |   |                               |                               |                               |                               |  |  |                  |                  |                  |                  |
|  | 16e L1                        | Stade de Reims                | 1                             | 1                             |   |   |                               |                               |                               |                               |  |  |                  |                  |                  |                  |
|  | 16e L1                        | Stade de Reims                | 1                             | 1                             |   |   |                               |                               |                               |                               |  |  |                  |                  |                  |                  |
|  |                               |                               | 3e L2                         | FC Metz                       | 1 | 3 |                               |                               |                               |                               |  |  |                  |                  |                  |                  |
|  |                               |                               |                               |                               | 1 | 3 |                               |                               |                               |                               |  |  |                  |                  |                  |                  |
|  |                               |                               |                               |                               |   |   |                               |                               |                               |                               |  |  |                  |                  |                  |                  |
|  |                               |                               |                               |                               |   |   |                               |                               |                               |                               |  |  |                  |                  |                  |                  |
|  | 3e L2                         | FC Metz                       | 1                             | 1                             |   |   |                               |                               |                               |                               |  |  |                  |                  |                  |                  |
|  | 3e L2                         | FC Metz                       | 1                             | 1                             |   |   |                               |                               |                               |                               |  |  |                  |                  |                  |                  |
|  |                               |                               | 4e L2                         | USL Dunkerque                 | 0 | 0 |                               |                               |                               |                               |  |  |                  |                  |                  |                  |
|  | 4e L2                         | USL Dunkerque                 | 4e L2                         | USL Dunkerque                 | 0 | 0 | 1                             | 1                             |                               |                               |  |  |                  |                  |                  |                  |
|  | 4e L2                         | USL Dunkerque                 |                               |                               |   |   |                               | 1                             |                               |                               |  |  |                  |                  |                  |                  |
|  | 5e L2                         | EA Guingamp                   | 0                             | 0                             |   |   |                               |                               |                               |                               |  |  |                  |                  |                  |                  |
|  | 5e L2                         | EA Guingamp                   | 0                             | 0                             |   |   |                               |                               |                               |                               |  |  |                  |                  |                  |                  |
|  |                               |                               |                               |                               |   |   |                               |                               |                               |                               |  |  |                  |                  |                  |                  |

| Barrage Ligue 2 - Match 1  | USL Dunkerque | 1 – 0   | EA Guingamp |                                |                                |
| Mercredi 14 mai 2025 20h30 | Rivera 46e | (0 – 0) | | Stade Marcel-Tribut, Dunkerque | Stade Marcel-Tribut, Dunkerque |
| Mercredi 14 mai 2025 20h30 | Jaouen 90e | Rapport | | Stade Marcel-Tribut, Dunkerque | Stade Marcel-Tribut, Dunkerque |
| Mercredi 14 mai 2025 20h30 | Jaouen – Abner, Sasso, Sanganté, Georgen – Rivera, Skyttä ( 78e Sekongo), Raghouber, Bardeli, Ba ( 73e Yassine) – Courtet | Équipes | Basilio – Vallier, Naïr ( 78e Guendouz), Gomis, Sissoko – Picard, Hemia ( 66e Sagna), Louiserre, Ghrieb ( 66e Le Bris) – Siwe ( 66e Labeau), Sidibé | Stade Marcel-Tribut, Dunkerque | Stade Marcel-Tribut, Dunkerque |

### Coupe de France
L'En Avant Guingamp, en tant que club de Ligue 2, est tête de série pour les 7e et 8e tours de la compétition, avec le Stade Malherbe Caen, au sein du groupe E. En trente-deuxièmes de finale, ces deux clubs sont placés dans le groupe C, avec notamment le Paris SG et le Stade Rennais, et se retrouvent opposés.
En huitième de finale, l'EAG crée l'exploit en s'imposant avec maîtrise sur le terrain du Toulouse FC, pensionnaire de Ligue 1 (0-2).
| Titulaires :   |                  |     |
|                |                  |     |
| 1              | Boris Cootmans   |     |
| 2              | Quentin Surget   | 83e |
| 3              | Charles Cosme    |     |
| 4              | Kevin Giboyau    |     |
| 5              | Youri Moskwa     | 69e |
| 6              | Maxence Delater  |     |
| 7              | Mathéo Ruiz      |     |
| 8              | Antoine Hure     |     |
| 9              | Armand Lefebvre  | 83e |
| 10             | Laurent Watel    |     |
| 11             | Nicolas Citerin  | 69e |
|                |                  |     |
| Remplaçants :  |                  |     |
| 13             | Guilhem Miraglia | 69e |
| 15             | Paul Vannier     | 69e |
| 12             | Benjamin Canhan  | 83e |
| 14             | Léo Moskwa       | 83e |
|                |                  |     |
| Entraîneur :   |                  |     |
| Julien Vinette |                  |     |

| Titulaires :   |                          |     |
|                |                          |     |
| 1              | Teddy Bartouche-Selbonne |     |
| 2              | Lucas Maronnier          |     |
| 3              | Abdallah Ndour           | 64e |
| 4              | Dylan Louiserre          | 64e |
| 5              | Sohaib Naïr              |     |
| 6              | Matthis Riou             | 69e |
| 7              | Sabri Guendouz           |     |
| 8              | Amine Hemia              |     |
| 9              | Brighton Labeau          | 64e |
| 10             | Hugo Picard              |     |
| 11             | Amadou Sagna             | 69e |
|                |                          |     |
| Remplaçants :  |                          |     |
| 13             | Dago Ourega              | 64e |
| 14             | Rayan Touzghar           | 64e |
| 15             | Junior Mendes            | 64e |
| 17             | Tieri Godame             | 69e |
| 18             | Albin Demouchy           | 69e |
|                |                          |     |
| Entraîneur :   |                          |     |
| Sylvain Ripoll |                          |     |

| Titulaires :   |                  |     |
|                |                  |     |
| 1              | Boris Cootmans   |     |
| 2              | Quentin Surget   | 83e |
| 3              | Charles Cosme    |     |
| 4              | Kevin Giboyau    |     |
| 5              | Youri Moskwa     | 69e |
| 6              | Maxence Delater  |     |
| 7              | Mathéo Ruiz      |     |
| 8              | Antoine Hure     |     |
| 9              | Armand Lefebvre  | 83e |
| 10             | Laurent Watel    |     |
| 11             | Nicolas Citerin  | 69e |
|                |                  |     |
| Remplaçants :  |                  |     |
| 13             | Guilhem Miraglia | 69e |
| 15             | Paul Vannier     | 69e |
| 12             | Benjamin Canhan  | 83e |
| 14             | Léo Moskwa       | 83e |
|                |                  |     |
| Entraîneur :   |                  |     |
| Julien Vinette |                  |     |

| Titulaires :   |                          |     |
|                |                          |     |
| 1              | Teddy Bartouche-Selbonne |     |
| 2              | Lucas Maronnier          |     |
| 3              | Abdallah Ndour           | 64e |
| 4              | Dylan Louiserre          | 64e |
| 5              | Sohaib Naïr              |     |
| 6              | Matthis Riou             | 69e |
| 7              | Sabri Guendouz           |     |
| 8              | Amine Hemia              |     |
| 9              | Brighton Labeau          | 64e |
| 10             | Hugo Picard              |     |
| 11             | Amadou Sagna             | 69e |
|                |                          |     |
| Remplaçants :  |                          |     |
| 13             | Dago Ourega              | 64e |
| 14             | Rayan Touzghar           | 64e |
| 15             | Junior Mendes            | 64e |
| 17             | Tieri Godame             | 69e |
| 18             | Albin Demouchy           | 69e |
|                |                          |     |
| Entraîneur :   |                          |     |
| Sylvain Ripoll |                          |     |

| Titulaires :  |                               |     |
|               |                               |     |
| 1             | Nicolas Pistol                |     |
| 2             | N'Singi Biziki                | 83e |
| 3             | Victor Lefebvre               |     |
| 4             | Kevin Simon                   |     |
| 5             | Kevin Coiffic                 |     |
| 6             | Lino Dufouil                  |     |
| 7             | Mohamadou Sam                 | 77e |
| 8             | Esteban Hari                  | 77e |
| 9             | Michael Faty                  |     |
| 10            | Sofian Valla                  | 77e |
| 11            | Anthony Vermet                | 83e |
|               |                               |     |
| Remplaçants : |                               |     |
| 15            | Christian Kitenge Ona Kasongo | 77e |
| 12            | Hugo Julien                   | 77e |
| 14            | Hugo Jacquemin                | 77e |
| 13            | Alexandre Huot                | 83e |
| 17            | Enzo Bodin                    | 83e |
|               |                               |     |

| Titulaires :  |                 |     |
|               |                 |     |
| 1             | Babacar Niasse  |     |
| 2             | Lucas Maronnier |     |
| 3             | Alpha Sissoko   | 77e |
| 4             | Dylan Louiserre | 77e |
| 5             | Albin Demouchy  |     |
| 6             | Matthis Riou    |     |
| 7             | Sabri Guendouz  |     |
| 8             | Kalidou Sidibé  |     |
| 9             | Brighton Labeau | 62e |
| 10            | Hugo Picard     | 87e |
| 11            | Taylor Luvambo  | 62e |
|               |                 |     |
| Remplaçants : |                 |     |
| 15            | Amine Hemia     | 62e |
| 17            | Jacques Siwe    | 62e |
| 14            | Rayan Touzghar  | 77e |
| 12            | Abdallah Ndour  | 77e |
| 13            | Dago Ourega     | 87e |
|               |                 |     |

| Titulaires :  |                               |     |
|               |                               |     |
| 1             | Nicolas Pistol                |     |
| 2             | N'Singi Biziki                | 83e |
| 3             | Victor Lefebvre               |     |
| 4             | Kevin Simon                   |     |
| 5             | Kevin Coiffic                 |     |
| 6             | Lino Dufouil                  |     |
| 7             | Mohamadou Sam                 | 77e |
| 8             | Esteban Hari                  | 77e |
| 9             | Michael Faty                  |     |
| 10            | Sofian Valla                  | 77e |
| 11            | Anthony Vermet                | 83e |
|               |                               |     |
| Remplaçants : |                               |     |
| 15            | Christian Kitenge Ona Kasongo | 77e |
| 12            | Hugo Julien                   | 77e |
| 14            | Hugo Jacquemin                | 77e |
| 13            | Alexandre Huot                | 83e |
| 17            | Enzo Bodin                    | 83e |
|               |                               |     |

| Titulaires :  |                 |     |
|               |                 |     |
| 1             | Babacar Niasse  |     |
| 2             | Lucas Maronnier |     |
| 3             | Alpha Sissoko   | 77e |
| 4             | Dylan Louiserre | 77e |
| 5             | Albin Demouchy  |     |
| 6             | Matthis Riou    |     |
| 7             | Sabri Guendouz  |     |
| 8             | Kalidou Sidibé  |     |
| 9             | Brighton Labeau | 62e |
| 10            | Hugo Picard     | 87e |
| 11            | Taylor Luvambo  | 62e |
|               |                 |     |
| Remplaçants : |                 |     |
| 15            | Amine Hemia     | 62e |
| 17            | Jacques Siwe    | 62e |
| 14            | Rayan Touzghar  | 77e |
| 12            | Abdallah Ndour  | 77e |
| 13            | Dago Ourega     | 87e |
|               |                 |     |

| Titulaires :  |                  |     |
|               |                  |     |
| 1             | Babacar Niasse   |     |
| 2             | Alpha Sissoko    |     |
| 3             | Dago Ourega      | 82e |
| 4             | Dylan Louiserre  | 82e |
| 5             | Pierre Lemonnier |     |
| 6             | Matthis Riou     |     |
| 7             | Sabri Guendouz   | 65e |
| 8             | Kalidou Sidibé   |     |
| 9             | Jacques Siwe     | 65e |
| 10            | Hugo Picard      |     |
| 11            | Amine Hemia      | 65e |
|               |                  |     |
| Remplaçants : |                  |     |
| 15            | Brighton Labeau  | 65e |
| 19            | Taylor Luvambo   | 65e |
| 17            | Rayan Ghrieb     | 65e |
| 13            | Lebogang Phiri   | 82e |
| 20            | Albin Demouchy   | 82e |
|               |                  |     |

| Titulaires :  |                         |     |
|               |                         |     |
| 1             | Yannis Clementia        |     |
| 2             | Dieudonné Gaucho Debohi |     |
| 3             | Diabé Bolumbu           |     |
| 4             | Romain Thomas           |     |
| 5             | Emmanuel Ntim           |     |
| 6             | Gabin Tomé              | 69e |
| 7             | Léo Milliner            | 69e |
| 8             | Noé Lebreton            | 83e |
| 9             | Alexandre Mendy         |     |
| 10            | Bilal Brahimi           |     |
| 11            | Mathias Autret          | 69e |
|               |                         |     |
| Remplaçants : |                         |     |
| 14            | Lorenzo Rajot           | 69e |
| 19            | Tidiam Gomis            | 69e |
| 17            | Mickaël Le Bihan        | 69e |
| 18            | Kalifa Coulibaly        | 83e |
|               |                         |     |

| Titulaires :  |                  |     |
|               |                  |     |
| 1             | Babacar Niasse   |     |
| 2             | Alpha Sissoko    |     |
| 3             | Dago Ourega      | 82e |
| 4             | Dylan Louiserre  | 82e |
| 5             | Pierre Lemonnier |     |
| 6             | Matthis Riou     |     |
| 7             | Sabri Guendouz   | 65e |
| 8             | Kalidou Sidibé   |     |
| 9             | Jacques Siwe     | 65e |
| 10            | Hugo Picard      |     |
| 11            | Amine Hemia      | 65e |
|               |                  |     |
| Remplaçants : |                  |     |
| 15            | Brighton Labeau  | 65e |
| 19            | Taylor Luvambo   | 65e |
| 17            | Rayan Ghrieb     | 65e |
| 13            | Lebogang Phiri   | 82e |
| 20            | Albin Demouchy   | 82e |
|               |                  |     |

| Titulaires :  |                         |     |
|               |                         |     |
| 1             | Yannis Clementia        |     |
| 2             | Dieudonné Gaucho Debohi |     |
| 3             | Diabé Bolumbu           |     |
| 4             | Romain Thomas           |     |
| 5             | Emmanuel Ntim           |     |
| 6             | Gabin Tomé              | 69e |
| 7             | Léo Milliner            | 69e |
| 8             | Noé Lebreton            | 83e |
| 9             | Alexandre Mendy         |     |
| 10            | Bilal Brahimi           |     |
| 11            | Mathias Autret          | 69e |
|               |                         |     |
| Remplaçants : |                         |     |
| 14            | Lorenzo Rajot           | 69e |
| 19            | Tidiam Gomis            | 69e |
| 17            | Mickaël Le Bihan        | 69e |
| 18            | Kalifa Coulibaly        | 83e |
|               |                         |     |

| Titulaires :  |                       |     |
|               |                       |     |
| 1             | Babacar Niasse        |     |
| 2             | Alpha Sissoko         |     |
| 3             | Dago Ourega           | 64e |
| 4             | Dylan Louiserre       |     |
| 5             | Pierre Lemonnier      |     |
| 6             | Matthis Riou          |     |
| 7             | Sabri Guendouz        | 70e |
| 8             | Amine Hemia           |     |
| 9             | Brighton Labeau       | 86e |
| 10            | Hugo Picard           | 70e |
| 11            | Taylor Luvambo        | 64e |
|               |                       |     |
| Remplaçants : |                       |     |
| 17            | Jacques Siwe          | 64e |
| 13            | Lucas Maronnier       | 64e |
| 20            | Junior Armando Mendes | 70e |
| 12            | Kalidou Sidibé        | 70e |
| 18            | Sohaib Naïr           | 86e |
|               |                       |     |

| Titulaires :  |                    |     |
|               |                    |     |
| 1             | Mathieu Patouillet |     |
| 2             | Julien Dacosta     |     |
| 3             | Amilcar Silva      | 74e |
| 4             | Victor Mayela      |     |
| 5             | Thomas Fontaine    |     |
| 6             | Honoré Bayanginisa |     |
| 7             | Martin Lecolier    | 74e |
| 8             | Issouf Macalou     | 64e |
| 9             | Armand Gnanduillet | 71e |
| 10            | Roli Pereira De Sa | 64e |
| 11            | Diego Michel       |     |
|               |                    |     |
| Remplaçants : |                    |     |
| 13            | Solomon Loubao     | 64e |
| 14            | Victor Joseph      | 64e |
| 15            | Marie-Gaël Mukanya | 71e |
| 17            | Noa Mouyema        | 74e |
| 18            | Elie N'Gatta       | 74e |
|               |                    |     |

| Titulaires :  |                       |     |
|               |                       |     |
| 1             | Babacar Niasse        |     |
| 2             | Alpha Sissoko         |     |
| 3             | Dago Ourega           | 64e |
| 4             | Dylan Louiserre       |     |
| 5             | Pierre Lemonnier      |     |
| 6             | Matthis Riou          |     |
| 7             | Sabri Guendouz        | 70e |
| 8             | Amine Hemia           |     |
| 9             | Brighton Labeau       | 86e |
| 10            | Hugo Picard           | 70e |
| 11            | Taylor Luvambo        | 64e |
|               |                       |     |
| Remplaçants : |                       |     |
| 17            | Jacques Siwe          | 64e |
| 13            | Lucas Maronnier       | 64e |
| 20            | Junior Armando Mendes | 70e |
| 12            | Kalidou Sidibé        | 70e |
| 18            | Sohaib Naïr           | 86e |
|               |                       |     |

| Titulaires :  |                    |     |
|               |                    |     |
| 1             | Mathieu Patouillet |     |
| 2             | Julien Dacosta     |     |
| 3             | Amilcar Silva      | 74e |
| 4             | Victor Mayela      |     |
| 5             | Thomas Fontaine    |     |
| 6             | Honoré Bayanginisa |     |
| 7             | Martin Lecolier    | 74e |
| 8             | Issouf Macalou     | 64e |
| 9             | Armand Gnanduillet | 71e |
| 10            | Roli Pereira De Sa | 64e |
| 11            | Diego Michel       |     |
|               |                    |     |
| Remplaçants : |                    |     |
| 13            | Solomon Loubao     | 64e |
| 14            | Victor Joseph      | 64e |
| 15            | Marie-Gaël Mukanya | 71e |
| 17            | Noa Mouyema        | 74e |
| 18            | Elie N'Gatta       | 74e |
|               |                    |     |

| Titulaires :  |                       |     |
|               |                       |     |
| 1             | Guillaume Restes      |     |
| 2             | Rafik Messali         | 60e |
| 3             | Mark McKenzie         |     |
| 4             | Charlie Cresswell     | 77e |
| 5             | Ümit Akdağ            | 60e |
| 6             | Cristian Cásseres Jr. |     |
| 7             | Zakaria Aboukhlal     |     |
| 8             | Miha Zajc             | 60e |
| 9             | Frank Magri           |     |
| 10            | Aron Dønnum           |     |
| 11            | Shavy Babicka         | 86e |
|               |                       |     |
| Remplaçants : |                       |     |
| 17            | Gabriel Urbina        | 60e |
| 14            | Rasmus Nicolaisen     | 60e |
| 18            | Vincent Sierro        | 60e |
| 15            | Noah Edjouma          | 77e |
| 20            | Edhy Zuliani          | 86e |
|               |                       |     |

| Titulaires :  |                       |     |
|               |                       |     |
| 1             | Babacar Niasse        |     |
| 2             | Alpha Sissoko         |     |
| 3             | Dago Ourega           |     |
| 4             | Dylan Louiserre       | 65e |
| 5             | Lebogang Phiri        | 65e |
| 6             | Sohaib Naïr           |     |
| 7             | Donatien Gomis        |     |
| 8             | Kalidou Sidibé        | 77e |
| 9             | Brighton Labeau       |     |
| 10            | Hugo Picard           | 65e |
| 11            | Rayan Ghrieb          | 82e |
|               |                       |     |
| Remplaçants : |                       |     |
| 12            | Matthis Riou          | 65e |
| 13            | Amine Hemia           | 65e |
| 17            | Théo Le Bris          | 65e |
| 18            | Tanguy Ahile          | 77e |
| 20            | Junior Armando Mendes | 82e |
|               |                       |     |

| Titulaires :  |                       |     |
|               |                       |     |
| 1             | Guillaume Restes      |     |
| 2             | Rafik Messali         | 60e |
| 3             | Mark McKenzie         |     |
| 4             | Charlie Cresswell     | 77e |
| 5             | Ümit Akdağ            | 60e |
| 6             | Cristian Cásseres Jr. |     |
| 7             | Zakaria Aboukhlal     |     |
| 8             | Miha Zajc             | 60e |
| 9             | Frank Magri           |     |
| 10            | Aron Dønnum           |     |
| 11            | Shavy Babicka         | 86e |
|               |                       |     |
| Remplaçants : |                       |     |
| 17            | Gabriel Urbina        | 60e |
| 14            | Rasmus Nicolaisen     | 60e |
| 18            | Vincent Sierro        | 60e |
| 15            | Noah Edjouma          | 77e |
| 20            | Edhy Zuliani          | 86e |
|               |                       |     |

| Titulaires :  |                       |     |
|               |                       |     |
| 1             | Babacar Niasse        |     |
| 2             | Alpha Sissoko         |     |
| 3             | Dago Ourega           |     |
| 4             | Dylan Louiserre       | 65e |
| 5             | Lebogang Phiri        | 65e |
| 6             | Sohaib Naïr           |     |
| 7             | Donatien Gomis        |     |
| 8             | Kalidou Sidibé        | 77e |
| 9             | Brighton Labeau       |     |
| 10            | Hugo Picard           | 65e |
| 11            | Rayan Ghrieb          | 82e |
|               |                       |     |
| Remplaçants : |                       |     |
| 12            | Matthis Riou          | 65e |
| 13            | Amine Hemia           | 65e |
| 17            | Théo Le Bris          | 65e |
| 18            | Tanguy Ahile          | 77e |
| 20            | Junior Armando Mendes | 82e |
|               |                       |     |

| Quart de finale             | AS Cannes (N2)                                                             | 3 – 1   | EA Guingamp                   |                                   |                                   |
| Mardi 25 février 2025 21h00 | ( Gonçalves) Abbas 23e · ( Vinci) Gonçalves 30e · ( N'Diaye) Domingues 69e | (2 – 0) | 46e Siwe (Ourega )            | Stade Pierre-de-Coubertin, Cannes | Stade Pierre-de-Coubertin, Cannes |
| Mardi 25 février 2025 21h00 | Abderrahmane 15e · Ndoye 56e · Gonçalves 71e                               | Rapport | 36e Louiserre · 48e Maronnier | Stade Pierre-de-Coubertin, Cannes | Stade Pierre-de-Coubertin, Cannes |

## Statistiques

### Bilan de l'équipe
| Compétition     | Débute       | Termine         | Matches joués | Gagnés | Nuls | Perdus | Buts pour | Buts contre | Différence |
| --------------- | ------------ | --------------- | ------------- | ------ | ---- | ------ | --------- | ----------- | ---------- |
| Ligue 2         | -            | Cinquième       | 34            | 17     | 4    | 13     | 57        | 45          | +12        |
| Barrages L1/L2  | Premier tour | Premier tour    | 1             | 0      | 0    | 1      | 0         | 1           | -1         |
| Coupe de France | 7e tour      | Quart de finale | 6             | 4      | 1    | 1      | 16        | 7           | +9         |
| Total           | Total        | Total           | 41            | 21     | 5    | 15     | 73        | 53          | +20        |

### Résumé des matchs officiels de la saison
| Compétition | J./Tour | Date              | Domicile                | Rés.         | Extérieur              | Cl. | Buteur(s) pour l'EA Guingamp                                      |
| ----------- | ------- | ----------------- | ----------------------- | ------------ | ---------------------- | --- | ----------------------------------------------------------------- |
| Ligue 2     | 1       | 16 août 2024      | EA Guingamp             | 4-0          | ES Troyes AC           | 1er | Maronnier (19e), Siwe (33e), Luvambo (80e, 83e)                   |
| Ligue 2     | 2       | 23 août 2024      | Stade lavallois MFC     | 0-1          | EA Guingamp            | 1er | Siwe (22e)                                                        |
| Ligue 2     | 3       | 30 août 2024      | EA Guingamp             | 3-4          | Red Star FC            | 3e  | Hemia (23e, 45e+1), Labeau (78e)                                  |
| Ligue 2     | 4       | 13 septembre 2024 | Rodez AF                | 1-2          | EA Guingamp            | 1er | Siwe (38e), Hemia (71e)                                           |
| Ligue 2     | 5       | 20 septembre 2024 | EA Guingamp             | 2-2          | FC Annecy              | 2e  | Sidibé (22e), Hemia (80e)                                         |
| Ligue 2     | 6       | 24 septembre 2024 | Paris FC                | 2-0          | EA Guingamp            | 7e  | -                                                                 |
| Ligue 2     | 7       | 30 septembre 2024 | EA Guingamp             | 3-1          | SM Caen                | 3e  | Siwe (6e), Picard (67e), Luvambo (78e)                            |
| Ligue 2     | 8       | 5 octobre 2024    | Clermont Foot 63        | 4-1          | EA Guingamp            | 7e  | Sagna (88e)                                                       |
| Ligue 2     | 9       | 18 octobre 2024   | EA Guingamp             | 0-1          | Pau FC                 | 11e | -                                                                 |
| Ligue 2     | 10      | 25 octobre 2024   | FC Metz                 | 1-0          | EA Guingamp            | 11e | -                                                                 |
| Ligue 2     | 11      | 29 octobre 2024   | EA Guingamp             | 1-0          | AC Ajaccio             | 8e  | Ghrieb (90e+2)                                                    |
| Ligue 2     | 12      | 2 novembre 2024   | EA Guingamp             | 3-0          | Grenoble Foot 38       | 6e  | Labeau (1re), Siwe (57e), Sagna (67e)                             |
| Ligue 2     | 13      | 9 novembre 2024   | FC Lorient              | 3-1          | EA Guingamp            | 7e  | Louiserre (57e sp)                                                |
| CDF         | T7      | 16 novembre 2024  | FC Serquigny-Nassandres | 0-5          | EA Guingamp            | -   | Sagna (44e, 67e), Guendouz (47e sp), Hemia (55e), Picard (86e sp) |
| Ligue 2     | 14      | 22 novembre 2024  | EA Guingamp             | 3-0          | Amiens SC              | 6e  | Siwe (13e, 64e), Hemia (37e)                                      |
| CDF         | T8      | 30 novembre 2024  | Dinan Léhon FC          | 1-4          | EA Guingamp            | -   | Guendouz (45e, 86e), Demouchy (54e), Siwe (64e)                   |
| Ligue 2     | 15      | 6 décembre 2024   | FC Martigues            | 0-1          | EA Guingamp            | 6e  | Labeau (88e)                                                      |
| Ligue 2     | 16      | 13 décembre 2024  | SC Bastia               | 3-1          | EA Guingamp            | 7e  | Siwe (32e)                                                        |
| CDF         | 1/32    | 22 décembre 2024  | EA Guingamp             | 2-1          | SM Caen                | -   | Luvambo (79e), Picard (90e+2)                                     |
| Ligue 2     | 17      | 4 janvier 2025    | EA Guingamp             | 1-1          | USL Dunkerque          | 7e  | Ghrieb (59e)                                                      |
| Ligue 2     | 18      | 10 janvier 2025   | FC Annecy               | 1-4          | EA Guingamp            | 7e  | Ghrieb (8e), Siwe (47e), Mendes (83e), Hemia (90e+1)              |
| CDF         | 1/16    | 14 janvier 2025   | EA Guingamp             | 2-2 (9-8tab) | FC Sochaux-Montbéliard | -   | Riou (38e), Guendouz (59e)                                        |
| Ligue 2     | 19      | 17 janvier 2025   | EA Guingamp             | 3-0          | Rodez AF               | 6e  | Hemia (5e), Labeau (71e), Luvambo (90e+5)                         |
| Ligue 2     | 20      | 24 janvier 2025   | SM Caen                 | 0-1          | EA Guingamp            | 5e  | Labeau (44e)                                                      |
| Ligue 2     | 21      | 1er février 2025  | EA Guingamp             | 0-1          | Paris FC               | 5e  | -                                                                 |
| CDF         | 1/8     | 5 février 2025    | Toulouse FC             | 0-2          | EA Guingamp            | -   | Sidibé (52e), Ahile (89e)                                         |
| Ligue 2     | 22      | 8 février 2025    | AC Ajaccio              | 0-3          | EA Guingamp            | 5e  | Le Bris (14e, 41e), Labeau (56e)                                  |
| Ligue 2     | 23      | 15 février 2025   | EA Guingamp             | 0-3          | FC Metz                | 6e  | -                                                                 |
| Ligue 2     | 24      | 21 février 2025   | Grenoble Foot 38        | 1-1          | EA Guingamp            | 5e  | Hemia (48e)                                                       |
| CDF         | 1/4     | 25 février 2025   | AS Cannes               | 3-1          | EA Guingamp            | -   | Siwe (46e)                                                        |
| Ligue 2     | 25      | 1er mars 2025     | Red Star FC             | 3-1          | EA Guingamp            | 5e  | Mendes (16e)                                                      |
| Ligue 2     | 26      | 7 mars 2025       | EA Guingamp             | 3-1          | Clermont Foot 63       | 5e  | Siwe (65e), Naïr (88e), Ghrieb (90e+2 sp)                         |
| Ligue 2     | 27      | 14 mars 2025      | ES Troyes AC            | 0-1          | EA Guingamp            | 5e  | Labeau (53e)                                                      |
| Ligue 2     | 28      | 29 mars 2025      | EA Guingamp             | 2-0          | Stade lavallois MFC    | 4e  | Hemia (13e), Picard (30e)                                         |
| Ligue 2     | 29      | 7 avril 2025      | USL Dunkerque           | 3-1          | EA Guingamp            | 5e  | Bammou (90e+6 csc)                                                |
| Ligue 2     | 30      | 12 avril 2025     | EA Guingamp             | 1-2          | FC Lorient             | 5e  | Ghrieb (54e)                                                      |
| Ligue 2     | 31      | 18 avril 2025     | Amiens SC               | 3-2          | EA Guingamp            | 5e  | Ghrieb (21e), Siwe (52e sp)                                       |
| Ligue 2     | 32      | 25 avril 2025     | EA Guingamp             | 2-1          | FC Martigues           | 5e  | Labeau (38e), Ghrieb (47e)                                        |
| Ligue 2     | 33      | 2 mai 2025        | EA Guingamp             | 2-2          | SC Bastia              | 5e  | Ghrieb (27e), Gomis (83e)                                         |
| Ligue 2     | 34      | 10 mai 2025       | Pau FC                  | 1-3          | EA Guingamp            | 5e  | Ghrieb (40e), Picard (56e), Sagna (81e)                           |
| Barr. L1/L2 | T1      | 14 mai 2025       | USL Dunkerque           | 1-0          | EA Guingamp            | -   | -                                                                 |

### Statistiques individuelles
| N° | Nat | Nom          | Championnat | Championnat | Championnat    | Championnat | Championnat  | Barrages Ligue 1/Ligue 2 | Barrages Ligue 1/Ligue 2 | Barrages Ligue 1/Ligue 2 | Barrages Ligue 1/Ligue 2 | Barrages Ligue 1/Ligue 2 | Coupe de France | Coupe de France | Coupe de France | Coupe de France | Coupe de France | Total   | Total       | Total          | Total  | Total        |
| N° | Nat | Nom          | MJ          | But inscrit | Passe décisive | Averti      | Carton rouge | MJ                       | But inscrit              | Passe décisive           | Averti                   | Carton rouge             | MJ              | But inscrit     | Passe décisive  | Averti          | Carton rouge    | MJ      | But inscrit | Passe décisive | Averti | Carton rouge |
| -- | --- | ------------ | ----------- | ----------- | -------------- | ----------- | ------------ | ------------------------ | ------------------------ | ------------------------ | ------------------------ | ------------------------ | --------------- | --------------- | --------------- | --------------- | --------------- | ------- | ----------- | -------------- | ------ | ------------ |
| 1  |     | Bartouche-S. | 0 (0)       | 0           | 0              | 0           | 0            | 0 (0)                    | 0                        | 0                        | 0                        | 0                        | 1 (1)           | 0               | 0               | 0               | 0               | 1 (1)   | 0           | 0              | 0      | 0            |
| 2  |     | Maronnier    | 19 (14)     | 1           | 0              | 1           | 0            | 0 (0)                    | 0                        | 0                        | 0                        | 0                        | 4 (2)           | 0               | 2               | 1               | 0               | 23 (16) | 1           | 2              | 2      | 0            |
| 4  |     | Louiserre    | 31 (30)     | 1           | 0              | 4           | 0            | 1 (1)                    | 0                        | 0                        | 0                        | 0                        | 6 (6)           | 0               | 0               | 2               | 0               | 38 (37) | 1           | 0              | 6      | 0            |
| 5  |     | Phiri        | 16 (5)      | 0           | 0              | 1           | 0            | 0 (0)                    | 0                        | 0                        | 0                        | 0                        | 2 (1)           | 0               | 0               | 0               | 0               | 18 (6)  | 0           | 0              | 1      | 0            |
| 6  |     | Vallier      | 21 (17)     | 0           | 2              | 2           | 0            | 1 (1)                    | 0                        | 0                        | 0                        | 0                        | 0 (0)           | 0               | 0               | 0               | 0               | 22 (18) | 0           | 2              | 2      | 0            |
| 7  |     | Gomis        | 18 (18)     | 1           | 0              | 1           | 1            | 1 (1)                    | 0                        | 0                        | 0                        | 0                        | 2 (2)           | 0               | 0               | 1               | 0               | 21 (21) | 1           | 0              | 2      | 1            |
| 8  |     | Sidibé       | 30 (28)     | 1           | 5              | 6           | 0            | 1 (1)                    | 0                        | 0                        | 0                        | 0                        | 5 (4)           | 1               | 1               | 2               | 0               | 36 (33) | 2           | 6              | 8      | 0            |
| 9  |     | Labeau       | 28 (17)     | 8           | 4              | 0           | 0            | 1 (0)                    | 0                        | 0                        | 0                        | 0                        | 6 (4)           | 0               | 1               | 0               | 0               | 35 (21) | 8           | 5              | 0      | 0            |
| 11 |     | Sagna        | 21 (12)     | 3           | 0              | 0           | 0            | 1 (0)                    | 0                        | 0                        | 0                        | 0                        | 1 (1)           | 2               | 0               | 0               | 0               | 23 (13) | 5           | 0              | 0      | 0            |
| 12 |     | Ndour        | 0 (0)       | 0           | 0              | 0           | 0            | 0 (0)                    | 0                        | 0                        | 0                        | 0                        | 2 (1)           | 0               | 1               | 0               | 0               | 2 (1)   | 0           | 1              | 0      | 0            |
| 13 |     | Hemia        | 26 (21)     | 9           | 2              | 4           | 0            | 1 (1)                    | 0                        | 0                        | 0                        | 0                        | 6 (4)           | 1               | 1               | 1               | 0               | 33 (26) | 10          | 3              | 5      | 0            |
| 16 |     | Basilio      | 34 (34)     | 0           | 0              | 0           | 0            | 1 (1)                    | 0                        | 0                        | 0                        | 0                        | 0 (0)           | 0               | 0               | 0               | 0               | 35 (35) | 0           | 0              | 0      | 0            |
| 17 |     | Siwe         | 28 (23)     | 11          | 2              | 3           | 0            | 1 (1)                    | 0                        | 0                        | 0                        | 0                        | 4 (2)           | 2               | 0               | 0               | 0               | 33 (26) | 13          | 2              | 3      | 0            |
| 18 |     | Naïr         | 28 (26)     | 1           | 0              | 3           | 1            | 1 (1)                    | 0                        | 0                        | 0                        | 0                        | 3 (2)           | 0               | 0               | 0               | 0               | 32 (29) | 1           | 0              | 3      | 1            |
| 19 |     | Guendouz     | 20 (3)      | 0           | 2              | 3           | 0            | 1 (0)                    | 0                        | 0                        | 0                        | 0                        | 5 (4)           | 4               | 0               | 0               | 0               | 26 (7)  | 4           | 2              | 3      | 0            |
| 20 |     | Picard       | 34 (32)     | 3           | 9              | 1           | 0            | 1 (1)                    | 0                        | 0                        | 0                        | 0                        | 6 (6)           | 2               | 3               | 0               | 0               | 41 (39) | 5           | 12             | 1      | 0            |
| 21 |     | Ghrieb       | 28 (16)     | 9           | 2              | 1           | 0            | 1 (1)                    | 0                        | 0                        | 0                        | 0                        | 3 (1)           | 0               | 1               | 0               | 0               | 32 (18) | 9           | 3              | 1      | 0            |
| 22 |     | Sissoko      | 28 (28)     | 0           | 8              | 4           | 0            | 1 (1)                    | 0                        | 0                        | 0                        | 0                        | 5 (5)           | 0               | 0               | 0               | 1               | 34 (34) | 0           | 8              | 4      | 1            |
| 23 |     | Luvambo      | 27 (4)      | 4           | 0              | 4           | 0            | 0 (0)                    | 0                        | 0                        | 0                        | 0                        | 4 (3)           | 1               | 0               | 0               | 0               | 31 (7)  | 5           | 0              | 4      | 0            |
| 24 |     | Lemonnier    | 7 (7)       | 0           | 0              | 1           | 0            | 0 (0)                    | 0                        | 0                        | 0                        | 0                        | 2 (2)           | 0               | 0               | 0               | 0               | 9 (9)   | 0           | 0              | 1      | 0            |
| 26 |     | Riou         | 27 (17)     | 0           | 1              | 0           | 0            | 0 (0)                    | 0                        | 0                        | 0                        | 0                        | 6 (5)           | 1               | 0               | 0               | 0               | 33 (22) | 1           | 1              | 0      | 0            |
| 27 |     | Touzghar     | 4 (0)       | 0           | 0              | 1           | 0            | 0 (0)                    | 0                        | 0                        | 0                        | 0                        | 2 (0)           | 0               | 0               | 0               | 0               | 6 (0)   | 0           | 0              | 1      | 0            |
| 28 |     | Le Bris      | 10 (9)      | 2           | 1              | 1           | 0            | 1 (0)                    | 0                        | 0                        | 0                        | 0                        | 1 (0)           | 0               | 0               | 1               | 0               | 12 (9)  | 2           | 1              | 2      | 0            |
| 29 |     | Mendes       | 14 (1)      | 2           | 1              | 0           | 0            | 0 (0)                    | 0                        | 0                        | 0                        | 0                        | 3 (0)           | 0               | 1               | 0               | 0               | 17 (1)  | 2           | 2              | 0      | 0            |
| 30 |     | Niasse       | 0 (0)       | 0           | 0              | 0           | 0            | 0 (0)                    | 0                        | 0                        | 0                        | 0                        | 5 (5)           | 0               | 0               | 0               | 0               | 5 (5)   | 0           | 0              | 0      | 0            |
| 31 |     | Ourega       | 9 (7)       | 0           | 0              | 0           | 0            | 0 (0)                    | 0                        | 0                        | 0                        | 0                        | 6 (4)           | 0               | 1               | 1               | 0               | 15 (11) | 0           | 1              | 1      | 0            |
| 33 |     | Godame       | 3 (0)       | 0           | 0              | 0           | 0            | 0 (0)                    | 0                        | 0                        | 0                        | 0                        | 1 (0)           | 0               | 0               | 0               | 0               | 4 (0)   | 0           | 0              | 0      | 0            |
| 36 |     | Demouchy     | 4 (1)       | 0           | 0              | 0           | 0            | 0 (0)                    | 0                        | 0                        | 0                        | 0                        | 3 (1)           | 1               | 0               | 1               | 0               | 7 (2)   | 1           | 0              | 1      | 0            |
| 39 |     | Ahile        | 2 (0)       | 0           | 0              | 0           | 0            | 0 (0)                    | 0                        | 0                        | 0                        | 0                        | 1 (0)           | 1               | 0               | 0               | 0               | 3 (0)   | 1           | 0              | 0      | 0            |

### Statistiques des buteurs
|       | Buteur                | Ligue 2 | Barrages L1/L2 | Coupe de France | Total | MJ |
| ----- | --------------------- | ------- | -------------- | --------------- | ----- | -- |
| TOTAL | TOTAL                 | 56      | 0              | 16              | 72    | 41 |
| 1     | Jacques Siwe          | 11      | 0              | 2               | 13    | 33 |
| 2     | Amine Hemia           | 9       | 0              | 1               | 10    | 33 |
| 3     | Rayan Ghrieb          | 9       | 0              | 0               | 9     | 32 |
| 4     | Brighton Labeau       | 8       | 0              | 0               | 8     | 35 |
| 5     | Amadou Sagna          | 3       | 0              | 2               | 5     | 23 |
| 6     | Taylor Luvambo        | 4       | 0              | 1               | 5     | 31 |
| 7     | Hugo Picard           | 3       | 0              | 2               | 5     | 41 |
| 8     | Sabri Guendouz        | 0       | 0              | 4               | 4     | 26 |
| 9     | Théo Le Bris          | 2       | 0              | 0               | 2     | 12 |
| 10    | Junior Armando Mendes | 2       | 0              | 0               | 2     | 17 |
| 11    | Kalidou Sidibé        | 1       | 0              | 1               | 2     | 37 |
| 12    | Tanguy Ahile          | 0       | 0              | 1               | 1     | 3  |
| 13    | Albin Demouchy        | 0       | 0              | 1               | 1     | 7  |
| 14    | Donatien Gomis        | 1       | 0              | 0               | 1     | 21 |
| 15    | Lucas Maronnier       | 1       | 0              | 0               | 1     | 24 |
| 16    | Sohaib Naïr           | 1       | 0              | 0               | 1     | 33 |
| 17    | Matthis Riou          | 0       | 0              | 1               | 1     | 34 |
| 18    | Dylan Louiserre       | 1       | 0              | 0               | 1     | 39 |

### Statistiques des passeurs décisifs
|       | Buteur                | Ligue 2 | Barrages L1/L2 | Coupe de France | Total | MJ |
| ----- | --------------------- | ------- | -------------- | --------------- | ----- | -- |
| TOTAL | TOTAL                 | 38      | 0              | 12              | 50    | 41 |
| 1     | Hugo Picard           | 9       | 0              | 3               | 12    | 41 |
| 2     | Alpha Sissoko         | 8       | 0              | 0               | 8     | 33 |
| 3     | Brighton Labeau       | 5       | 0              | 1               | 6     | 35 |
| 4     | Kalidou Sidibé        | 5       | 0              | 1               | 6     | 36 |
| 5     | Rayan Ghrieb          | 2       | 0              | 1               | 3     | 32 |
| 6     | Amine Hemia           | 2       | 0              | 1               | 3     | 33 |
| 7     | Junior Armando Mendes | 1       | 0              | 1               | 2     | 17 |
| 8     | Lenny Vallier         | 2       | 0              | 0               | 2     | 22 |
| 9     | Lucas Maronnier       | 0       | 0              | 2               | 2     | 24 |
| 10    | Sabri Guendouz        | 2       | 0              | 0               | 2     | 26 |
| 11    | Jacques Siwe          | 2       | 0              | 0               | 2     | 33 |
| 12    | Abdallah Ndour        | 0       | 0              | 1               | 1     | 2  |
| 13    | Théo Le Bris          | 1       | 0              | 0               | 1     | 12 |
| 14    | Dylan Ourega          | 0       | 0              | 1               | 1     | 15 |
| 15    | Matthis Riou          | 1       | 0              | 0               | 1     | 33 |

## Récompenses individuelles
- Jacques Siwe : meilleur joueur de Ligue 2 en novembre[14]
- Alpha Sissoko : élu dans le 11-type de la saison en Ligue 2[15]